# Ernst Brüche
Ernst Brüche (Hambourg, 28 mars 1900 – Mosbach, 8 février 1985 ) est un physicien allemand. Il est un des pionniers de la microscopie électronique avec ses recherches effectuées dans un groupe de recherche de AEG. De 1944 à 1972, il est éditeur des Physikalische Blätter, une revue de la Deutsche Physikalische Gesellschaft.

## Biographie
Brüche naît le 28 mars 1900 à Hambourg d'un père pharmacien et propriétaire d'une entreprise pharmaceutique, Franz Brüche. À la suite de la mort de son père, la famille déménage pour Sopot, près de Gdańsk vers 1913-1914. Il commence à étudier la mécanique à Université technique de Gdańsk en 1919. En 1921, Carl Ramsauer est appelé à la faculté de physique, ce qui incite Brüche a changé pour les études de physique. À partir de cette époque, une longue amitié se crée entre Ramsauer et Brüche. Ce dernier obtient son diplôme en 1924, son doctorat en 1926, et son habilitation à diriger des recherches en 1927. Il devient ensuite professeur assistant de Ramsauer,.
Jusqu'en 1933, Brüche donne des cours bénévolement dans le domaine de la physique expérimentale et technique à l'Université de Danzig, où il travaille sur la mesure des sections efficaces de la diffusion électronique de gaz moléculaire.
En 1928, il suit Ramsauer parti pour fonder un centre de recherche pour l'entreprise AEG à Reinickendorf, un arrondissement de Berlin. Brüche est alors chargé de la direction du laboratoire de physique. Durant cette période, il travaille sur l'optique électronique, et développe un microscope électronique.
Entre 1946 et 1951, il dirige le Süddeutsches Laboratorium à Mosbach, et à partir de 1948, il est le gérant de l'entreprise Physik GmbH à Mosbach. Après 1951, il travaille au physikalisches Laboratorium de Mosbach.
En 1943, il est nommé professeur honorifique de l'Université technique de Berlin, puis en 1962 de l'Université de Karlsruhe.
Entre 1944 et 1972, Brüche est éditeur fondateur des Physikalische Blätter,.

## Distinctions
- 1941 : Médaille Leibniz de l'Académie de Berlin[2].
- 1970 : Officier de l'ordre du Mérite de la République fédérale d'Allemagne (Bundesverdienstkreuz I. Klasse)[2].
- 1972 : Max Born-Medaille für Verantwortung in der Wissenschaft.
- 1972 : Citoyen d'honneur de la ville de Mosbach[2].

## Œuvres

### Livres
- (de) Ernst Brüche, Otto Scherzer, Geometrische Elektronenoptik : Grundlagen und Anwendungen, Springer, 1934
- (de) Ernst Brüche, Physiker-Anekdoten, Physik-Verlag, 1952
- (de) Carl Ramsauer, Rudolf Kollath, Ernst Brüche, Wirkungsquerschnitt der Edelgase gegenüber langsamen Elektronen, Geest & Portig, 1954
- (de) Theodor Pöschl, Carl Ramsauer et Ernst Brüche, Die Physik in Einzelberichten. H. 1. Mechanik, Barth, 1956
- (de) Heinz Thiede, Carl Ramsauer et Ernst Brüche, Die Physik in Einzelberichten. H. 2. Praktische Akustik, Barth, 1956
- (de) Helmut Moser, Carl Ramsauer et Ernst Brüche, Die Physik in Einzelberichten. H. 3. Wärmelehre, Barth, 1957

### Publications choisis
- (de) Ernst Brüche, « Freie Elektronen als Sonden des Baues von Molekeln », Ergebnisse der exakten Naturwissenschaften, vol. 8,‎ 1929, p. 185-228
- (de) Ernst Brüche, « Die Grundlagen der angewandten geometrischen Elektronenoptik », Ergebnisse der exakten Naturwissenschaften, vol. 8,‎ 1929, p. 185-228
- (de) Ernst Brüche, « Die Grundlagen der angewandten geometrischen Elektronenoptik », Electrical Engineering (Archiv fur Elektrotechnik), vol. 29, no 2,‎ 1935, p. 79-107
- (de) Ernst Brüche, « Deutsche Physik und die Deutschen Physiker », Neue Physikalische Blätter, vol. 2,‎ 1946, p. 232-236
- (de) Ernst Brüche, « 25 Jahre Elektronenmikroskop », Physikalische Blätter, vol. 13,‎ 1957, p. 493-500